# سلمى لاغرلوف
سلمى لاغرلوف (بالسويدية: Selma Lagerlöf) ‏ (20 نوفمبر 1858 - 16 مارس 1940) روائية سويدية حائزة على جائزة نوبل في الأدب سنة 1909، وهي أول كاتبة سويدية تفوز بجائزة نوبل التي بدأت بمنح جوائزها منذ سنة 1901، ثم أصبحت سلمى في سنة 1914 من ضمن أعضاء الأكاديمية التي تمنح جوائز نوبل التي يتبناها بلدها السويد.
كانت سلمى الطفلة الخامسة في عائلتها المكونة من سته أطفال، ولدت سنة 1858 في إقليم مارباكا الجبلي في قرية تابعة لمقاطعة فارملاند (على الحدود السويدية-النرويجية) بشمال السويد البارد. بدأت حياتها كمدرسة لمدة تصل لعشر سنوات في بلدة لاند سكرونا بين 1885 و1895، ولمع اسمها في عالم الأدب لأول مرة بعد أن نشرت روايتها الأولى «ملحمة غوستا برلنغ» عام 1891 التي بشرت بالنهضة الرومنطيقية في الأدب السويدي.
وبحلول عام 1895 قررت سلمى لايرلوف ترك مهنة التدريس لتكرس نفسها للأدب. قامت برحلة إلى فلسطين في مطلع القرن العشرين وأقامت في القدس وعند عودتها لبلادها اصدرت كتاب تضمن انطباعاتها عن هذه البقعة الفريدة من العالم. من أشهر مؤلفاتها «رحلة نيلز هولغرسونز الرائعة عبر السويد» 1906 - 1907، «القدس» 1901 - 1902، «الروابط غير المرئية» 1894، «عجائب المسيح الدجال» 1897، «إمبراطور البرتغال» و«البيت العتيق».

## تكريمها

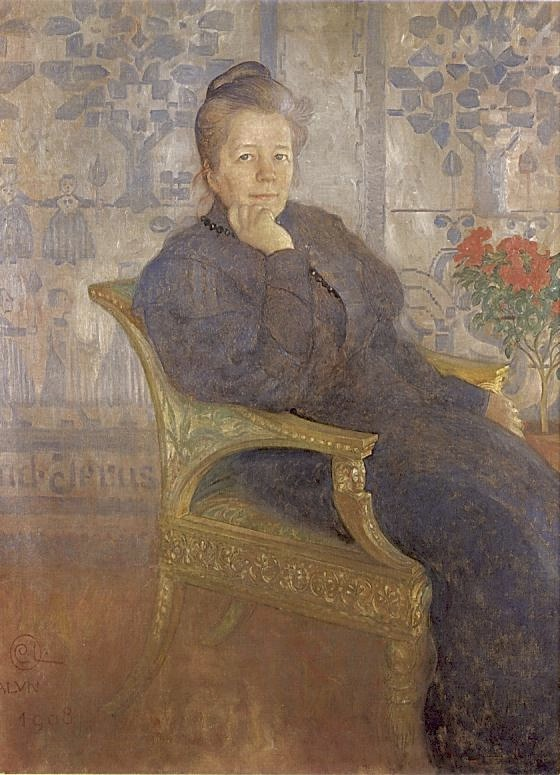
سلمى لايرلوف أولى نساء العالم في الحصول على جائزة نوبل في الاداب وأحد أكثر الكاتبات أهمية في الأدب السويدي الحديث

في عام 1909، قررت الأكاديمية السويدية المشرفة على منح جوائز نوبل منحها الجائزة في الأدب لذاك العام تقديراً لإبداعها في تصوير مشاعر النفس البشرية والخيال النابض بالحيوية والمثالية النبيلة التي تميز أعمالها. كما تم اختيارها عضوا بذات الأكاديمية التي منحتها الجائزة في عام 1914. وفي عام 1928، حصلت على الدكتوراة الفخرية في الآداب من جامعة جريفس فالد الألمانية.
في السويد، يوجد فندقان يحملان اسمها، كما أن منزلها الذي عاشت به في مدينة مورباكا تحول إلى متحف يضم مقتناياتها. واعتباراً من عام 1992، قررت الحكومة السويدية وضع صورتها على الكرونا السويدية فئة 20 كرونا.

### كتب عنها
- سلمى لاغرلوف: حياتها وأعمالها، بيتر بيريندوسن، 1931
- الحقيقة والخيال في الأعمال السيرية لسلمى لاغرلوف، فولكر دينا فريز، 1958
- التناول الأدبي لأعمال سلمى لاغرلوف في فرنسا، آن نيلسون، 1962
- التراث الملحمي في ملحمة قوستا بيرلنغ، أليسا إليسون، 1978
- استجابة الكتاب الالمان الأدبية لسلمى لاغرلوف، جينيفر مالدر، 1998

## أعمالها

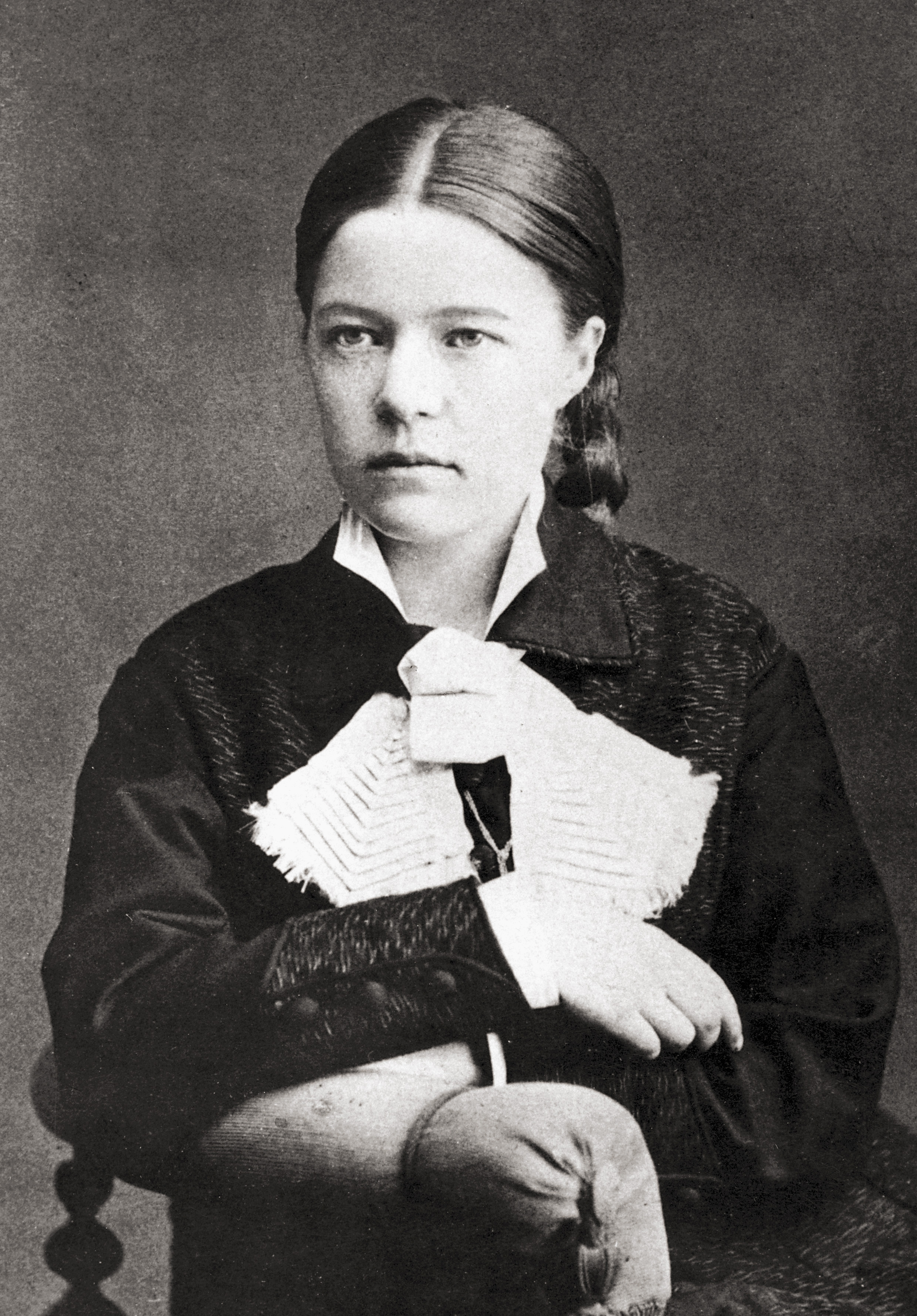
صورة لاغيرلوف ، 1881

تدور أحداث غالبية أعمالها الأدبية في مقاطعة فارملاند (على الحدود السويدية-النرويجية)، بالرغم من أن رحلاتها عبر أواسط قارة أوروبا قد ألهمت العديد من أعمالها كعجائب المسيح عام 1897 التي تدور أحداثها في صقلية. في عام 1996، تم تحويل روايتها «القدس 1901 - 1902» إلى فيلم لاقى استحسانًا عالميًّا. العديد من القصص في هذا الكتاب وغيره من أعمالها الأدبية المميزة تم اقتباسها في أفلام باكرة على يد فيكتور سيستروم، رائد السينما السويدية. قدم سيستروم أعمال سينمائية لقصص لايرلوف الأدبية عن الحياة الريفية في السويد، والتي من خلالها سجلت عدسة كاميرته تفاصيل الحياة التقليدية البسيطة للقرية في الريف السويدي وعكست معالم الطبيعة الخلابة التي تتمتع بها، كل هذا أمدنا بقاعدة لعدد كبير من أكثر الأعمال شاعرية وخلود في تاريخ السينما الصامتة الباكرة.

## وفاتها
توفيت لاغرلوف في سنة 1940.

## قائمة ببعض أعمالها
| العمل باللغة السويدية                               | سنة نشره    | الترجمة باللغة العربية    | سنة ترجمته |
| --------------------------------------------------- | ----------- | ------------------------- | ---------- |
| Gösta Berlings saga                                 | 1891        | ملحمة جوستا برلنج         | 1898       |
| Osynliga länkar                                     | 1894        | روابط خفية                | 1899       |
| Antikrists mirakler                                 | 1897        | معجزات المسيخ الدجال      | 1899       |
| En herrgårdssägen                                   | 1899        | من ضيعة سويدية            | 1901       |
| Drottningar i Kungahälla                            | 1899        | ملكات كونغالا وملامح أخرى | 1917       |
| Jerusalem : två berättelser. 1, I Dalarne           | 1901        | القدس                     | 1914       |
| Jerusalem : två berättelser. 2, I det heliga landet | 1902        | المدينة المقدسة: القدس 2  | 1918       |
| Herr Arnes penningar                                | 1904        | كنز السيد آرني            | 1923       |
| Kristuslegender                                     | 1904        | أساطير مسيحية وقصص أخرى   | 1908       |
| Nils Holgerssons underbara resa genom Sverige       | 1906 - 1907 | مغامرات نيلز المدهشة      | 1907       |
| Kejsarn av Portugallien                             | 1914        | إمبراطور البرتغال         |            |
| Mårbacka                                            | 1922        | مارباكا                   | 1924       |
| Ett barns memoarer                                  | 1930        | ذكريات من طفولتي          | 1934       |
| Dagbok för Selma Ottilia Lovisa Lagerlöf            | 1932        | يوميات سلمى لاغرلوف       | 1936       |

## وصلات خارجية
- سلمى لاغرلوف على موقع أوليمبيديا (الإنجليزية)
- سلمى لاغرلوف على موقع IMDb (الإنجليزية)
- سلمى لاغرلوف على موقع الموسوعة البريطانية (الإنجليزية)
- سلمى لاغرلوف على موقع ميوزك برينز (الإنجليزية)
- سلمى لاغرلوف على موقع أول موفي (الإنجليزية)
- سلمى لاغرلوف على موقع قاعدة بيانات الأفلام السويدية (السويدية)
- سلمى لاغرلوف على موقع إن إن دي بي (الإنجليزية)
- سلمى لاغرلوف على موقع ديسكوغز (الإنجليزية)
- سلمى لاغرلوف على موقع قاعدة بيانات الفيلم (الإنجليزية)
- "Lagerlöf,%20Selma,%201858-1940"%20OR%20creator:"Lagerlöf,%20Selma,%201858-1940"%20OR%20creator:"Selma%20Lagerlöf"%20OR%20title:"Selma%20Lagerlöf"%20OR%20description:"Selma%20Lagerlöf")موقع أرشيف لاعمال سلمى لايرلوف الأدبية الممسوحة الكترونيا
- أعمالها على موقع جوتنبرج
- أعمالها باللغة السويدية في مشروع رونبرج
- ملف عن المؤلفة ورواية مغامرات نيلز  جريدة البيان الارات ملحق كتب الجمعة 31\10\2014